# L'Œil du cyclone (film, 2013)
Pour les articles homonymes, voir L'Œil du cyclone.
Pour plus de détails, voir Fiche technique et Distribution.
L'Œil du cyclone est un film dramatique australien de Fred Schepisi sorti le 18 septembre 2013. Il est inspiré de l'œuvre éponyme (L'Œil du cyclone en français) de l'écrivain australien Patrick White (1912-1990), prix Nobel de littérature en 1973.

## Synopsis
Dans le quartier de Centennial Park, à Sydney, une matriarche mourante (Rampling) règne sur son monde et ses enfants Basil (Rush) et Dorothy (Davis).

## Fiche technique
- Titre original : The Eye of the Storm
- Titre français : L'Œil du cyclone
- Titre québécois :
- Réalisation : Fred Schepisi
- Scénario : Judy Morris d'après L'Œil du cyclone de Patrick White
- Direction artistique : Melinda Doring
- Décors :
- Costumes :
- Photographie : Ian Baker
- Son :
- Montage : Kate Williams
- Musique : Paul Grabowsky
- Production : Gregory J. Read, Antony Waddington : producteurs
- Société de production : Paper Bark Films Pty. Ltd.
- Société de distribution :  Transmission (), Films sans frontières ()
- Budget :
- Pays d’origine :  Australie
- Langue : anglais
- Format : Couleurs - 35mm - 2.35:1 -  Son Dolby numérique
- Genre : Film dramatique
- Durée : 114 minutes
- Dates de sortie :
  -  Canada : Septembre 2011 (Festival international du film de Toronto)
  -  Australie : 15 septembre 2011

## Distribution
- Geoffrey Rush : Basil Hunter
- Charlotte Rampling : Elizabeth Hunter
- Judy Davis : Dorothy de Lascabanes
- Robyn Nevin : Lal
- Helen Morse : Lotte
- Colin Friels : Athol Shreve
- Dustin Clare : Col
- Elizabeth Alexander (en) : Cherry Cheesman
- Maria Theodorakis : Mary DeSantis
- Alexandra Schepisi : Flora
- Simon Stone : Peter

## Distinctions

### Récompenses
- 2011 : Prix de la critique au festival international du film de Melbourne.
- 2011 : Prix spécial du jury au Festival international du film de Rome
- 2012 : Meilleure actrice pour Judy Davis, meilleurs décors et meilleurs costumes au Australian Academy of Cinema and Television Arts Awards

## Autour du film
Il s'agit de la première adaptation à l'écran du roman L'Œil du cyclone de Patrick White, Prix Nobel de littérature en 1973. 